# Манусос Канаваракос
Манусос Канаваракос или капитан Манусос (на гръцки: Μανούσος Καναβαράκος, καπετάν Μανούσος) е гръцки офицер и революционер, деец на Гръцката въоръжена пропаганда в Македония от началото на XX век.

## Биография
Манусос Канаваракос е роден на полуостров Мани, Гърция. Става лейтенант от гръцката армия и се пръсиединява към Гръцката въоръжена пропаганда в Македония. Работи като гръцки учител в Постол. Влиза в четата на Георгиос Франгакос (капитан Малеас) в края на 1907 година заедно със сержант Дзанетос Пиеруцакос, Йоанис Козиянис от Гитио, Григорис Килакос и Н. Салимидис от Ареополи.